# Oshi no Ko/Episodenliste
Diese Liste ist eine Übersicht über alle produzierten und ausgestrahlten Folgen der Drama-Anime-Fernsehserie Oshi no Ko (【推しの子】), deren erste Staffel zwischen dem 12. April und dem 28. Juni 2023 im japanischen Fernsehen gezeigt wurde.

## Produktion
Die Anime-Fernsehserie entsteht unter Regie von Daisuke Hiramaki im Animationsstudio Dōga Kōbō. Jin Tanaka schreibt das Drehbuch zur Serie basierend auf der Mangavorlage von Aka Akasaka, während Kanna Hirayama basierend auf den Illustrationen der Zeichnerin Mengo Yokoyari das Charakterdesign entwirft. Takurō Iga schreibt die Serienmusik.
Am 28. Juni 2023 wurde die Produktion einer zweiten Staffel offiziell bestätigt. Das Produktionsteam und der Sprechercast bleiben unverändert, wobei Ciao Nekotaki als assistierender Regisseur hinzustößt.

## Übersicht
| Staffel | Episodenanzahl | Erstausstrahlung in Japan | Erstausstrahlung in Japan | Deutschsprachige Erstausstrahlung | Deutschsprachige Erstausstrahlung |
| Staffel | Episodenanzahl | Staffelpremiere           | Staffelfinale             | Staffelpremiere                   | Staffelfinale                     |
| ------- | -------------- | ------------------------- | ------------------------- | --------------------------------- | --------------------------------- |
| 1       | 11+1           | 12. April 2023            | 28. Juni 2023             | 12. April 2023 (Simulcast, OmU)   | 28. Juni 2023 (Simulcast, OmU)    |
| 2       | 13+1           | 03. Juli 2024             | 06. Oktober 2024          | 03. Juli 2024 (Simulcast, OmU)    | 06. Oktober 2024 (Simulcast, OmU) |
| 3       | unbekannt      | unbekannt                 | unbekannt                 | unbekannt                         | unbekannt                         |

## Staffel 1
Die erste, elf Episoden umfassende Staffel startete am 12. April 2023 im japanischen Fernsehen. Nachdem die Serie im November des Jahres 2022 von Sentai Filmworks für eine internationale Veröffentlichung lizenziert wurde, gab der deutsche Publisher peppermint anime Ende März 2023 bekannt, die Serie im deutschsprachigen Raum über der eigenen Streaming-Plattform AkibaPass TV in Originalsprache mit Untertitel zu zeigen.
Die erste Folge, die in Spielfilmlänge ausgestrahlt wurde, wurde am 17. März 2023 vorab in japanischen Kinos gezeigt; in Deutschland fand eine verfrühte Ausstrahlung am 1. und 2. April gleichen Jahres im Mathäser-Filmpalast in München sowie im Kölner Cinedom statt.
| Nr. (ges.) | Nr. (St.) | Deutscher Titel                         | Originaltitel                               | Erstausstrahlung Japan | Deutschsprachige Erstausstrahlung (D) |
| ---------- | --------- | --------------------------------------- | ------------------------------------------- | ---------------------- | ------------------------------------- |
| 1          | 1         | Eine Mutter und ihre Kinder             | 母と子 (Haha to Ko)                         | 12. Apr. 2023          | −                                     |
| 2          | 2         | Die dritte Option                       | 三つ目の選択肢 (Mittsume no Sentakushi)     | 19. Apr. 2023          | −                                     |
| 3          | 3         | Manga-Verfilmung                        | 漫画原作ドラマ (Manga Gensaku Dorama)       | 26. Apr. 2023          | −                                     |
| 4          | 4         | Schauspieler                            | 役者 (Yakusha)                              | 03. Mai 2023           | −                                     |
| 5          | 5         | Reality-Datingshow                      | 恋愛リアリティーショー (Ren'ai Riaritī Shō) | 10. Mai 2023           | −                                     |
| 6          | 6         | Egosurfing                              | エゴサーチ (Ego Sāchi)                      | 17. Mai 2023           | −                                     |
| 7          | 7         | Buzz                                    | バズ (Bazu)                                 | 24. Mai 2023           | −                                     |
| 7.5        | 8 1       | Rückblick auf den TV-Anime [Oshi no Ko] | - (-)                                       | 31. Mai 2023           | −                                     |
| 8          | 9         | Das erste Mal                           | 初めて (Hajimete)                           | 07. Juni 2023 2        | −                                     |
| 9          | 10        | B-Komachi                               | B小町 (B-Komachi)                           | 14. Juni 2023          | −                                     |
| 10         | 11        | Druck                                   | プレッシャー (Puresshā)                     | 21. Juni 2023          | −                                     |
| 11         | 12        | Idol                                    | アイドル (Aidoru)                           | 28. Juni 2023          | −                                     |

## Staffel 2
Am 28. Juni 2023 wurde auf dem offiziellen Twitter-Profil der Anime-Fernsehserie offiziell bestätigt, dass die Serie eine zweite Staffel erhält. Es wurde am 26. November 2023 angekündigt, dass die zweite Staffel im Laufe des Jahres 2024 im japanischen Fernsehen gezeigt werde, ohne dabei einen bestimmten Zeitraum zu nennen. Im Rahmen der AnimeJapan wurde am 24. März 2024 schließlich angekündigt, dass die zweite Staffel ab Juli im japanischen Fernsehen startet. Ende Mai wurde angekündigt, dass die zweite Staffel am 3. Juli im japanischen Fernsehen startet. Im deutschsprachigen Raum wird die erste Episode der zweiten Staffel am 30. Juni 2024 im Rahmen eines Events in ausgewählten Kinos in Deutschland und Österreich vorab gezeigt. 3
| Nr. (ges.) | Nr. (St.) | Deutscher Titel        | Originaltitel                | Erstausstrahlung Japan | Deutschsprachige Erstausstrahlung (D) |
| ---------- | --------- | ---------------------- | ---------------------------- | ---------------------- | ------------------------------------- |
| 12         | 1         | Tokyo Blade            | 東京ブレイド (Tōkyō Bureido) | 03. Juli 2024          | −                                     |
| 13         | 2         | Stille Post            | 伝言ゲーム (Dengon Gēmu)     | 10. Juli 2024          | −                                     |
| 14         | 3         | Neuschreiben           | ライティング (Riraitingu)    | 17. Juli 2024          | −                                     |
| 15         | 4         | Emotionales Schauspiel | 感情演技 (Kanjō Engi)        | 24. Juli 2024          | −                                     |
| 16         | 5         | Vorhang auf            | 開幕 (Kaimaku)               | 31. Juli 2024          | −                                     |
| 17         | 6         | Wachstum               | 成長 (Seichō)                | 07. August 2024        | −                                     |
| 18         | 7         | Sonne                  | 太陽 (Taiyō)                 | 14. Aug. 2024          | −                                     |
| 19         | 8         | Trigger                | トリガー (Torigā)            | 21. Aug. 2024          | −                                     |
| 20         | 9         | Traum                  | 夢 (Yume)                    | 28. Aug. 2024          | −                                     |
| 20.5       | 10        | –                      | – (–)                        | 04. September 2024     | −                                     |
| 21         | 11        | Befreiung              | カイホウ (Kaihō)             | 11. Sep. 2024          | −                                     |
| 22         | 12        | Freiheit               | 自由 (Jiyū)                  | 18. Sep. 2024          | −                                     |
| 23         | 13        | Wiedersehen            | 再会 (Saikai)                | 25. Sep. 2024          | −                                     |
| 24         | 14        | Wunsch                 | 願い (Negai)                 | 06. Oktober 2024       | −                                     |

### Staffel 3
Am 6. Oktober 2024 wurde angekündigt, dass die Serie mit einer dritten Staffel fortgesetzt wird, ohne weitere Details zu nennen. Bei einem Fanevent Anfang 2025 wurde bekanntgegeben, dass die dritte Staffel im Laufe des Jahres 2026 startet.